# Geografia da França
A França é um país da Europa Ocidental, fazendo fronteira com o Oceano Atlântico e o Mar Mediterrâneo. Ao Oeste se tem a Baía da Biscaia; ao norte o Canal da Mancha e o Mar do Norte; ao sudoeste a Espanha; ao nordeste a Bélgica, Alemanha e Luxemburgo, ao leste a Suíça, ao sudeste a Itália e a Noroeste o Reino Unido. A França é um país fascinante tanto pela sua rica história quanto pela sua variada geografia. Com uma área de aproximadamente 551 mil quilômetros quadrados, a França abriga uma ampla diversidade de paisagens, que vão desde cadeias montanhosas imponentes até extensas planícies e litorais deslumbrantes. A geografia da França é verdadeiramente cativante, oferecendo uma riqueza de ambientes naturais e paisagens deslumbrantes. Seja explorando os picos nevados dos Alpes, navegando pelos rios pitorescos do país ou desfrutando das praias ensolaradas da Riviera Francesa, há algo para todos os gostos e interesses neste país encantador.

## Área
- Área total: 7 000 572 km² - Todo o território da República Francesa, incluindo todos os departamentos e territórios ultramarinos, mas excluindo o território francês disputada de Terre Adélie na Antártica)

- França Metropolitana: 543.940 km² - Somente o território na Europa, incluindo a ilha de Córsega

A França Metropolitana abrange uma área terrestre de 543.940 km², enquanto a França Ultramarina abrange uma área terrestre de 119.396 km², totalizando 663.336 km² na República Francesa (excluindo a Terra Adélie na Antártida, onde a soberania está suspensa desde a assinatura do Tratado da Antártida em 1959). Portanto, a França Metropolitana representa 82,0% do território terrestre da República Francesa. No mar, a zona econômica exclusiva (ZEE) da França Metropolitana cobre 333.691 km², enquanto a ZEE da França Ultramarina cobre 9.825.538 km², totalizando 10.159.229 km² na República Francesa (excluindo a Terra Adélie). Assim, a França Metropolitana representa 3,3% da ZEE da República Francesa.

## Limites
- Fronteiras terrestres:[6]
  - Total de: 3966,2 km
    - 2751 km (metropolitana), 1205 km (Guiana Francesa) 10,2 km (Saint Martin)

  - Países fronteiriços:
    - Andorra 55 km, Bélgica 556 km, Alemanha 418 km, Itália 476 km, Luxemburgo 69 km, Mônaco 6 km, Espanha 646 km, Suíça 525 km (metropolitana)
    - Brasil 649 km, Suriname 556 km, 1 183 km (Guiana Francesa)
    - Sint Maarten 10,2 km; (Saint Martin)

  - Litoral: 3 427 km (metropolitana), 378 km (Guiana Francesa), 306 km (Guadalupe), a 350 km (Martinica), 207 km (Reunião)

## Relevo

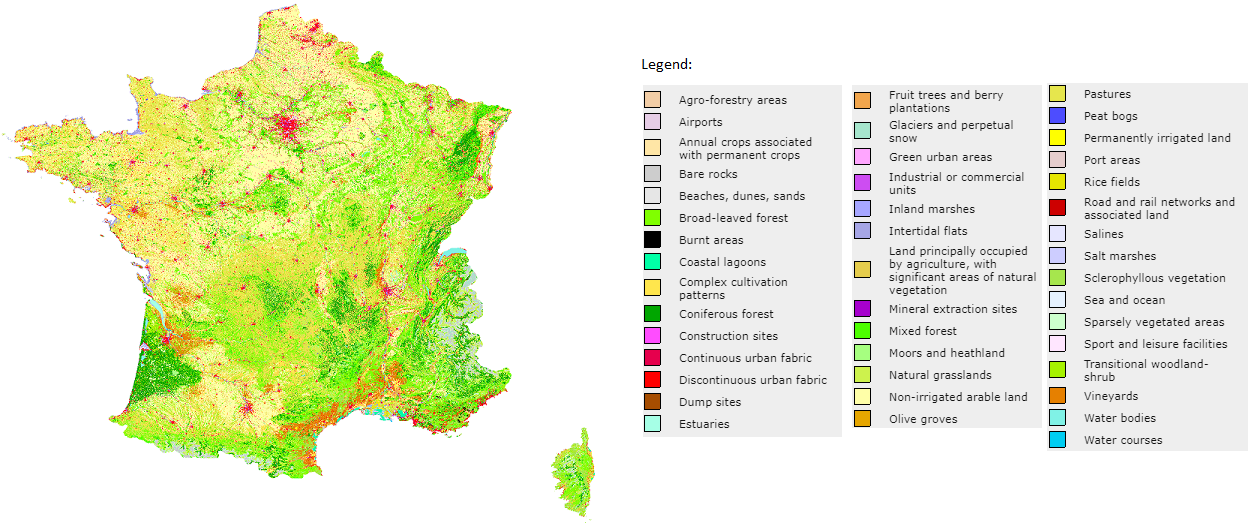
O uso da terra na França, com áreas urbanas mostrados em vermelho, de 2006

O relevo francês é caracterizado por uma grande variedade, formado por planícies principalmente planas ou colinas suaves no norte e oeste. No sudeste, destacam-se os Alpes, uma majestosa cordilheira que inclui o ponto mais alto da França e da Europa Ocidental, o Monte Branco, com 4.808 metros de altitude. Ao sul, os Pirenéus formam uma fronteira natural com a Espanha, oferecendo paisagens deslumbrantes e ótimas oportunidades para atividades ao ar livre.
No centro-leste, encontramos o Planalto da Alsácia e da Lorena, região marcada por colinas suaves e vales férteis. Já as planícies costeiras, como a Flandres, ao norte, e a Camarga, ao sul, são áreas de terras baixas que se estendem ao longo do litoral. A parte central superior do país é dominado pela Bacia de Paris, que consiste em uma sequência de camadas de rochas sedimentares. Solos férteis fazem grande parte da área ser boa para a agricultura. A costa da Normandia para o noroeste é caracterizado por altas falésias (os Penhascos brancos de Dover), enquanto a costa da Bretanha (a península à esquerda) é muito baixa, onde vales profundos foram afogados pelo mar, a costa Biscaia para o sudoeste é marcada por planícies, praias de areia.

### Extremos de elevação
- Ponto mais baixo: Delta do Ródano -2m
- Ponto mais elevado: Monte Branco 4.808m

### Uso da terra
- Terra arável: 33,40%
- Culturas permanentes: 1,83%
- Outros: 64,77% (2007)
- Terra irrigada: 26 420 km² (2007)
- Total de recursos renováveis de água: 211 km³ (2011)
- Retirada de água doce (nacional/industrial/agrícola): 31,62 km³/ano (19%/71%/10%) (512,1 m³/ano per capita) (2009)

### Recursos naturais
- Carvão, minério de ferro, bauxita, zinco, urânio, antimônio, arsênico, potássio, feldspato, fluorita, gesso, madeira, peixe, ouro

## Clima
O clima da França é tão diversificado quanto sua geografia. No norte e no oeste, o clima é oceânico, caracterizado por verões amenos e invernos suaves, com chuvas frequentes ao longo do ano. No sul, o clima mediterrânico prevalece, com verões quentes e secos e invernos suaves e úmidos. Nas regiões montanhosas, como os Alpes e os Pirenéus, o clima varia de acordo com a altitude, com temperaturas mais frias e precipitação mais abundante. A França possui uma variedade de climas devido à sua extensa extensão geográfica e à influência de diferentes fatores, como latitude, relevo e proximidade com massas de água. De maneira geral, o clima francês pode ser dividido em três principais zonas climáticas: oceânico, continental e mediterrâneo.
1. Clima oceânico:
- Esta região abrange principalmente o noroeste da França, incluindo a região da Bretanha e partes das regiões de Normandia e País do Loire.

- Caracteriza-se por invernos amenos e verões frescos, com chuvas regulares ao longo do ano.

- Os invernos são suaves devido à influência do Oceano Atlântico, que também contribui para a alta umidade e a ocorrência frequente de nevoeiro.

- As temperaturas médias variam de 5°C no inverno a 20°C no verão.

2. Clima continental:
- Encontrado nas regiões centrais e orientais da França, incluindo partes das regiões de Île-de-France, Borgonha, Alsácia e Lorena.

- Caracteriza-se por invernos frios e verões quentes, com amplitudes térmicas significativas entre as estações.

- Os invernos podem ser rigorosos, com temperaturas abaixo de zero e ocorrência de neve.

- Os verões são quentes e secos, com temperaturas frequentemente superiores a 30°C.

- As chuvas são menos frequentes do que nas áreas oceânicas.

3. Clima mediterrânico:
- Presente no sul da França, incluindo a região da Côte d'Azur, Provence e partes da Córsega.

- Caracteriza-se por invernos amenos e chuvosos e verões quentes e secos.

- Os invernos são suaves, com temperaturas raramente abaixo de zero, e as chuvas são mais concentradas nessa estação.

- Os verões são quentes, com temperaturas frequentemente acima de 30°C, e a precipitação é escassa, ocorrendo principalmente sob a forma de tempestades ocasionais.

Além dessas zonas principais, há também variações locais de clima devido ao relevo, altitude e outros fatores. Por exemplo, as regiões montanhosas dos Alpes e dos Pirenéus têm um clima alpino, com invernos rigorosos e verões frescos, enquanto a região de Alsácia possui um clima semelhante ao continental, mas com menor pluviosidade. Essa diversidade climática contribui para a riqueza e a variedade de paisagens e atividades em toda a França.

## Meio Ambiente
(Os maiores danos florestais ocorreram como resultado da severa tempestade de Dezembro de 1999); poluição atmosférica proveniente de emissões industriais e de veículos; poluição da água a partir de resíduos urbanos, resíduos agrícolas.

## Flora e Fauna
Na era do gelo do Pleistoceno se tinha uma pastagem aberta, mas gradualmente as geleiras recuaram dando espaço para as florestas em 10 000 a.C. A derrubada das matas primitivas começou em tempos neolíticos, mas ainda eram bastante extensas até os grandes desmatamentos começados nos tempos medievais. Por volta do século XV, a França, em grande parte havia tido suas florestas devastadas e foi forçada a importar da Escandinávia e suas colônias norte-americanas a madeira serrada. As áreas florestais restantes significativas estão na região da Gasconha e no norte da área da Alsácia-Ardennes. A floresta de Ardennes foi palco de extensa luta em ambas as guerras mundiais.
Em tempos pré-históricos, a França foi o lar de grandes animais predadores como lobos e ursos marrons, bem como herbívoros, como alces. Atualmente esses animais maiores só estão presentes nas montanhas dos Pirenéus, onde os ursos vivem como uma espécie protegida. Ainda estão presentes animais menores como: porcos selvagens, raposas, doninhas, morcegos, roedores, coelhos e pássaros variados.

## Hidrografia
Os rios desempenham um papel vital na geografia e na história da França. O rio Sena, que corta a região norte-central, incluindo Paris, é um dos mais famosos, oferecendo não apenas beleza cênica, mas também navegabilidade e recursos hídricos essenciais. O rio Loire, conhecido como o "último rio selvagem da Europa", atravessa o centro da França, proporcionando paisagens deslumbrantes e servindo como cenário para inúmeras vinícolas. No sul, o rio Ródano flui majestosamente através de paisagens variadas, desde os Alpes até a região da Camarga.
Além dos rios, a França é pontilhada por diversos lagos, tanto naturais quanto artificiais. O Lago Genebra, compartilhado com a Suíça, é o maior lago natural do país, enquanto o Lago do Bourget, na região dos Alpes, é o maior lago natural exclusivamente francês. Os lagos artificiais, como o Lago de Serre-Ponçon e o Lago de Vouglans, são resultado da construção de barragens para geração de energia e controle de enchentes.
Alguns dos principais rios que fluem pela França são:
- o Liger cuja bacia é inteiramente na França. Este é o rio mais longo: 1 012 km.
- o Sena. Apenas uma pequena parte da bacia hidrográfica é fora de França.
- o Garona nascido na Espanha nos Pirenéus, mas segue para a França depois de alguns quilômetros.
- a Ródano nascido na Suíça e em França, entre o Lago de Genebra. Por saltar para o mar Mediterrâneo, forma um delta chamado Camargue.
- o Mosa nascido na França (que tem apenas uma pequena parte do seu curso) e, em seguida, passa por Bélgica e Holanda.
- o Reno é que, durante o seu curso francesa da Alsácia. Faz fronteira com a Alemanha.
- o Escalda tem importância na Bélgica.
- Somme, Orne, Vilaine, Charente, Adour, Aude, Herault, Var, que correm para o mar.
- Moselle, Saône, Yonne, Doubs, Marne, Aisne, Oise, Allier, Cher, Loiret, Indre, Vienne, Mayenne, Ariège, Lot, Tarn, Dordogne, Isère, Drôme, Durance, etc., que fluem para outros rios.
- o Oyapock, a Mana e Maroni localizado na Guiana.

## Geografia política

Regiões da França

A França tem vários níveis de divisões internas. Além disso, a República Francesa tem a soberania sobre vários outros territórios, com diversos níveis administrativos:
- Metropolitana (o território na Europa, incluindo a ilha de Córsega): A França é dividida em 21 régions (regiões) e um território coletivo, Córsega. No entanto, Córsega é referida comumente como região no discurso comum. Estas regiões são subdivididas em 96 départements (departamentos), que são divididos em 329 arrondissements (distritos), que são divididas em 3 879 cantões, que são subdivididos em 36 568 comunas (a partir de 1/1/2004).
- Cinco regiões ultramarinas (régions d'outre-mer, ou ROM): Guadalupe, Guiana Francesa, Martinica, Maiote e Reunião, com estatuto idêntico ao das regiões metropolitanas. Cada uma destas regiões no exterior também são departamentos ultramarinos (departamento d'outre-mer, ou DOM), com o mesmo estatuto que um departamento da França metropolitana. Esta estrutura dupla (région/departamento) é novo, devido ao recente alargamento do regime regional para os departamentos ultramarinos, e pode em breve se transformar em uma estrutura única, com a fusão das assembleias regionais e departamentais. Outra mudança proposta é que os novos departamentos possam ser criados, como no caso da ilha da Reunião, onde foi proposta a criação de um segundo departamento no sul da ilha, com a região administrativa da Reunião acima desses dois departamentos.
- Quatro coletividades ultramarinas (collectivités d'outre-mer, ou COM): São Pedro e Miquelão, São Bartolomeu, São Martinho, e Wallis e Futuna.
- Um "país" no exterior (pays d'outre-mer, ou POM): Polinésia Francesa. Em 2003, tornou-se uma coletividade ultramarina (ou COM). O seu direito estatutário de 27 de fevereiro de 2004 dá-lhe a designação específica de país no exterior dentro da República (ou POM), mas sem modificação de seu status legal.
- Uma coletividade sui generis (collectivité sui generis): Nova Caledônia, cujo status é único na República Francesa.
- Um território ultramarino (territoire d'outre-mer, ou TOM): As Terras Austrais e Antárticas Francesas dividida em cinco distritos: Ilhas Kerguelen, Ilhas Crozet, Ilha de Amesterdã e Ilha de São Paulo, Terra Adélia, e as ilhas dispersas (Banco do Geyser, Bassas da Índia, Ilha Europa, Ilha de João da Nova, Ilhas Gloriosas, e Ilha Tromelin).
- Uma ilha desabitada no Oceano Pacífico, Clipperton, ao largo da costa do México sendo terra pública que pertence diretamente ao Estado central e é administrado pelo alto-comissário da República Francesa na Polinésia Francesa.